# Eisenbahnunfall von Pelm

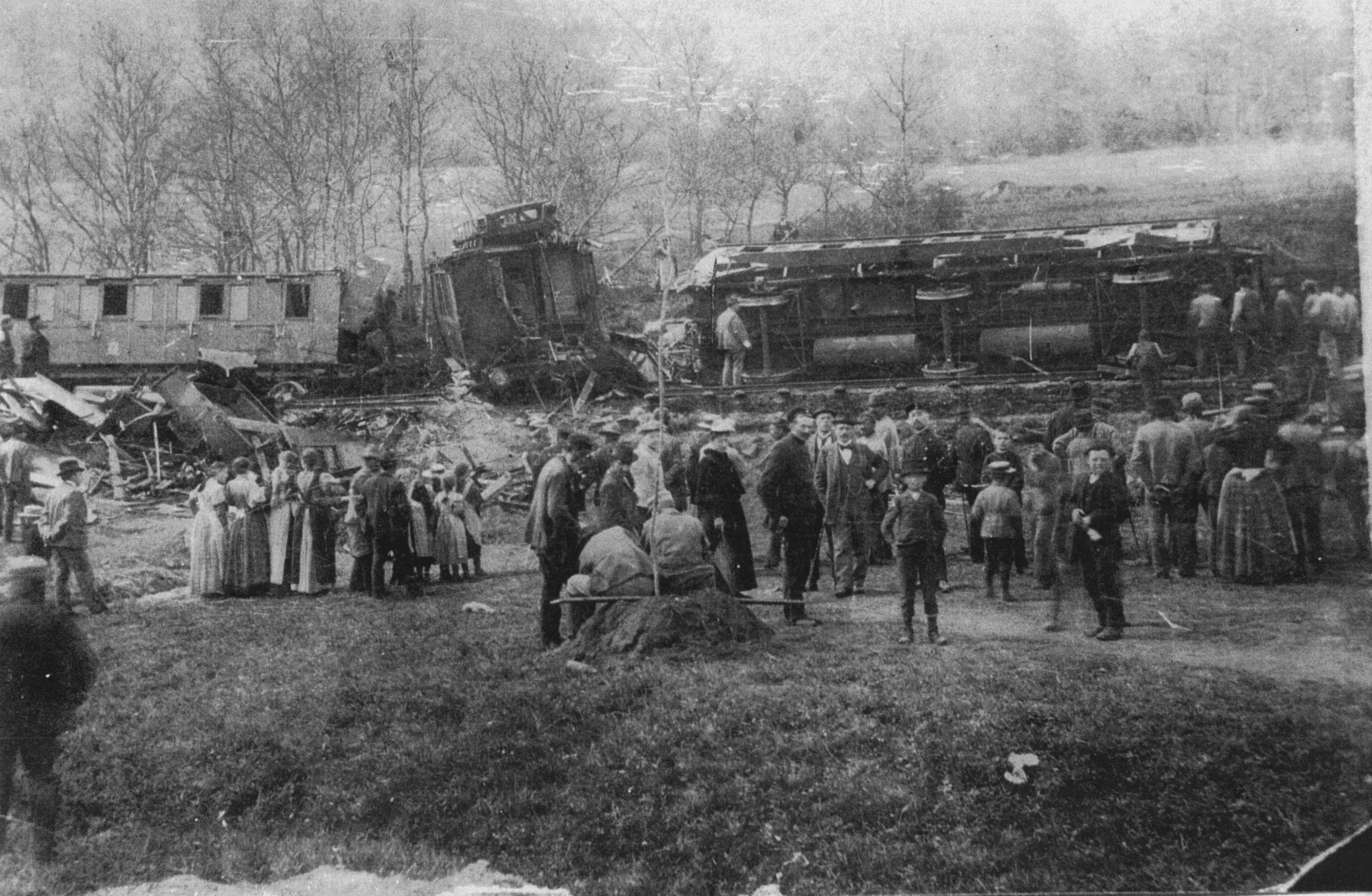

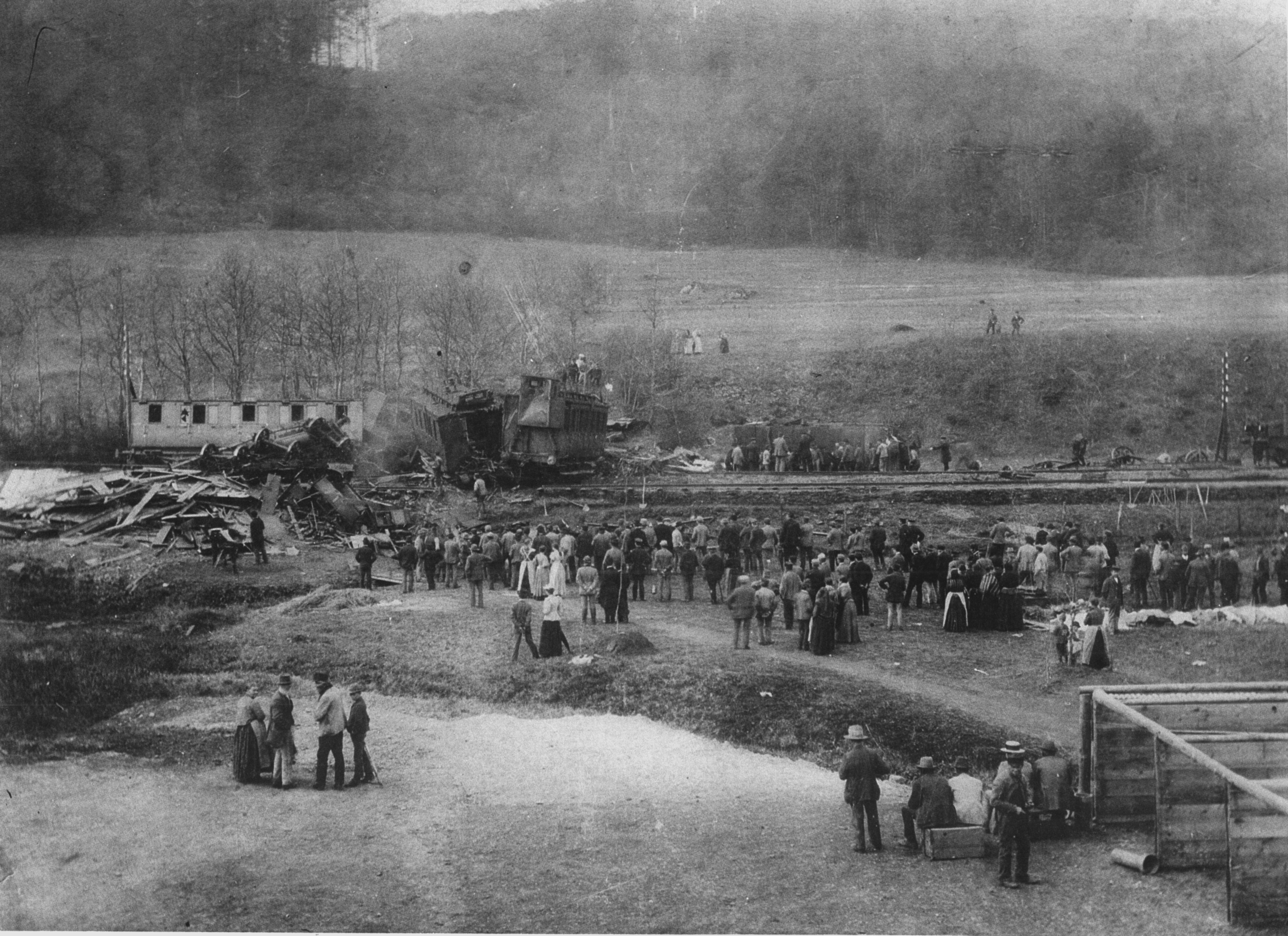

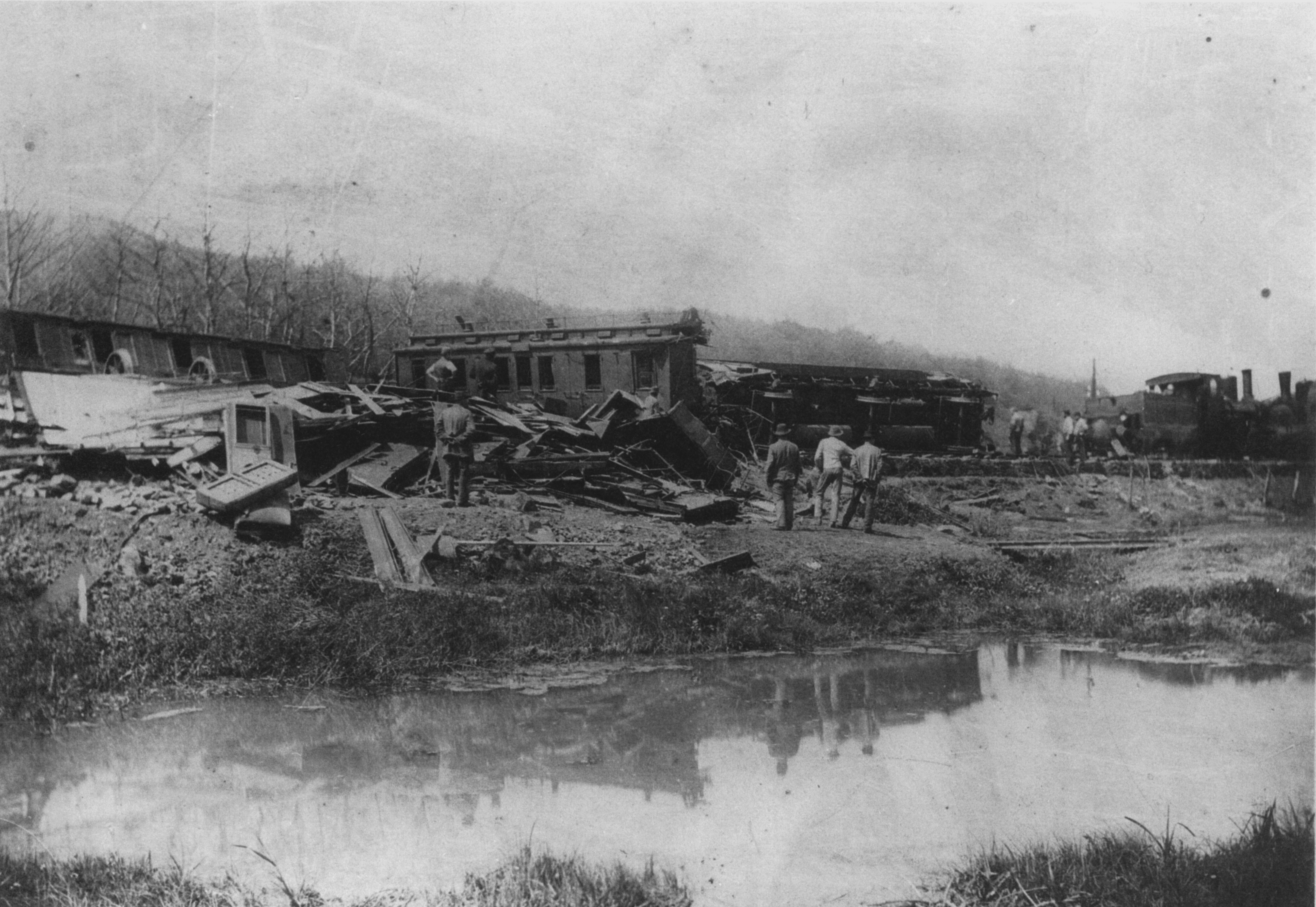
Fotografien der Unfallstelle

Der Eisenbahnunfall von Pelm (auch bekannt als „Eisenbahnunfall bei Gerolstein“) ist der rare Fall eines Eisenbahnunfalls, bei dem ein Zug mit sich selbst einen Auffahrunfall verursachte. Dies geschah am 18. Mai 1897 bei Kilometer 97,4 der Eifelstrecke zwischen den Bahnhöfen Hillesheim (heute: Oberbettingen-Hillesheim) und Gerolstein. Zehn Menschen starben bei dem Unfall, 40 wurden darüber hinaus verletzt.

## Ausgangslage
Der Sonderzug aus 32 zwei- und dreiachsigen Abteilwagen mit insgesamt 86 Achsen kam aus Barmen, das er um 15 Uhr verlassen hatte. Der Zug transportierte etwa 1100 Reservisten zur Garnison in Metz im damals deutschen Reichsland Elsaß-Lothringen. Als Halt zur Verpflegung war am 19. Mai 1897 um 1 Uhr 56 Trier vorgesehen, die Ankunft in Metz später am selben Tag. Die Reservisten sollten dort die Regimenter 98, 130, 135 und 143 für ein Militärmanöver verstärken, mit dem die Verteidigung der Westgrenze des Deutschen Reiches gegen Frankreich geübt wurde. Besetzt war der Zug mit 1124 Mannschaftsdienstgraden und fünf Offizieren. Letztere waren in einem Abteil der 1. Klasse in einem Wagen untergebracht, der an 13. Stelle des Zugverbandes lief. Das Zugpersonal bestand aus zehn Personen.
Entgegen ersten Zeitungsberichten und manchen Angaben in der Literatur war keine zweite Lokomotive eingesetzt. Die Lokomotive besaß eine durchgehende und selbsttätige Druckluftbremse, jedoch waren nicht alle Wagen entsprechend ausgerüstet. Deshalb waren nur die ersten Wagen des Zuges an die entsprechende Bremseinrichtung angeschlossen. Die übrigen Wagen waren mit den üblichen Handbremsen ausgestattet, die durch Bremser bedient wurden. Nach den Vorschriften durften Züge nur dann mit eingeschalteter Druckluftbremse fahren, wenn alle Wagen daran angeschlossen bzw. nur eine festgelegte, geringe Zahl von Wagen nicht angeschlossen waren. Dies wurde durch Missverständnisse unter dem Bahnpersonal nicht beachtet und nur die vordersten etwa 13 Wagen an die Luftdruckbremse angeschlossen.
Züge ohne durchgehende und selbsttätige Bremse waren normalerweise mit einer Kommunikationsleine ausgerüstet, durch deren Ziehen im Notfall der Lokomotivführer informiert werden kann, eine Notbremsung auszulösen. Diese scheint hier – da die vorderen Wagen ja Druckluftbremsen besaßen – aber nicht bis zur Lokomotive gereicht zu haben, war also nicht funktionstüchtig.

## Unfallhergang

Die Unglücksstelle befindet sich links gleich hinter der Biegung, gegenüber den hier abgebildeten charakteristischen Gebäuden des Schloss-Brunnen Gerolstein (Ausschnitt aus einer Postkarte, gelaufen 1897)

Der Zug hatte den Bahnhof Hillesheim passiert. Hier war noch alles in Ordnung: Der Zug fuhr noch ungetrennt. Hinter dem Bahnhof beginnt ein Gefälle von 1:140. Hier kam es zu einer Zugtrennung zwischen dem 13. und 14. Wagen, ohne dass das Personal des vorderen Zugteils das bemerkte: Eine Kupplung war gerissen oder gebrochen. Notsignale von Streckenposten wurden, vermutlich wegen des dichten Nebels, nicht bemerkt. Die Betriebsvorschrift bestimmte, dass im Fall einer Zugtrennung der hintere Zugteil zum Stehen zu bringen war, der vordere aber auf keinen Fall anhalten durfte. Als die Offiziere im vorderen Teil des Zuges auf den Vorfall aufmerksam wurden, versuchten sie, die Druckluftbremsen in den Wagen zu betätigen. Der Zug kam jedoch nicht sofort zum Stehen. Einer der Offiziere begab sich, von Plattform zu Plattform kletternd, in Richtung Lokomotive. Auf dem Weg traf er auf einen Bremser und veranlasste ihn, – vorschriftswidrig – ein Haltesignal zu geben. Der vordere Zugteil kam bei dem Dorf Pelm, gegenüber dem Schloss-Brunnen Gerolstein zum Stehen. Wodurch letztlich der vordere Teil zum Stehen kam, konnte weder durch die anschließenden Untersuchungen noch durch den späteren Strafprozess geklärt werden: Hätten die Druckluftbremsen in den Wagen gewirkt, wäre der Zugteil innerhalb von Sekunden zum Stehen gekommen, nicht aber erst nach mehreren Minuten, wie tatsächlich geschehen. Der vom Offizier angesprochene Bremser behauptete, er habe kein Haltesignal nach vorne zum Lokomotivführer gegeben. Der Lokomotivführer versicherte später glaubhaft, dass er nicht die Lokomotive zum Stehen gebracht habe. Die Offiziere im vorderen Zugteil und ein Teil der übrigen Soldaten konnten den Zugteil verlassen, bevor es zum Unfall kam.
Der hintere, abgetrennte Zugteil war weitergerollt, zunächst langsamer als der vordere Zugteil, dann aber aufgrund des Gefälles der Strecke wieder schneller. Da der vordere Zugteil aber stand und auch die Sicht wegen des Nebels unzureichend war, prallten die getrennten Wagen gegen 23 Uhr 30 mit erheblicher Wucht auf den stehenden Zugteil auf.

## Opfer und Schäden
Drei Wagen wurden zertrümmert, vier schwer, einer leicht beschädigt. Neun Soldaten und ein Bremser starben, 40 Menschen wurden darüber hinaus – zum Teil schwer – verletzt. Die Bergungsarbeiten gestalteten sich schwierig. Um in der Nacht Licht für die Bergungsarbeiten zu schaffen, wurde ein zertrümmerter Waggon angezündet. Werkzeuge fehlten, um eingeklemmte Verletzte zu bergen. Die Feuerwehr und Hilfskräfte aus Gerolstein, Jünkerath und Hillesheim trafen am Unfallort ein, darunter auch Ärzte. Zivilisten aus Pelm unterstützten die Soldaten bei den Rettungsarbeiten und brachten Handtücher und Bettzeug, die hilfsweise als Verbandsmaterial verwendet wurden. Ein Hilfszug mit Ärzten und Sanitätern aus Trier traf erst am Morgen ein. Er kehrte am späten Vormittag nach Trier zurück, wo er um 11 Uhr 30 eintraf – zwölf Stunden nach dem Unfall. Die Verletzten wurden mit Möbelwagen und Sanitätsfahrzeugen in das örtliche Lazarett gebracht.
Erbgroßherzog Friedrich von Baden, der als Kommandierender General des VIII. Armee-Korps für die Garnison Trier zuständig war und sich dort gerade auf einer Inspektionsreise befand, besuchte noch am 19. Mai 1897 im Auftrag Kaiser Wilhelms II. die Verletzten im Lazarett. Der Kaiser, der sich zu den Maifestspielen in Wiesbaden aufhielt, ließ als Ehrenbezeigung für die Opfer des Unfalls einen geplanten Herrenabend ausfallen.
Die Todesopfer, deren Namen später auf dem Denkmal für das Unglück verzeichnet wurden, waren der Bremser Apollinarius Merzbach aus Trier, die Musketiere Arthur Carl Kuhn aus Elberfeld, Peter Kraft, Hermann Brunst und Christian Broicher aus Barmen, Aug. Carl Hüsgen aus Velbert, die Gefreiten Joh. Abrah. Ernestus und Joh. Krause aus Elberfeld, Friedrich Bick aus Barmen und Carl Kinz aus "Zollhof". Kinz wohnte zuletzt in Ronsdorf; die Angabe verweist nur auf den damaligen Wohnort seiner Eltern, das heute zu Geblar gehörende Zollhaus.

## Strafprozess
Der Strafprozess vor dem Landgericht Trier fand am 9. April 1898, fast ein Jahr nach dem Unfall, unter großem Andrang des Publikums statt, insbesondere von Eisenbahnbeamten, die auf Seiten der Angeklagten standen. Etwa 20 Zeugen und mehrere Sachverständige waren geladen. Die überregionale Presse berichtete ausführlich, so auch der bekannte Berliner Gerichtsreporter Hugo Friedländer. Angeklagt waren der Stationsvorsteher in Jünkerath, der Bremser Mary und der Lokomotivführer. Die Anklage warf im Wesentlichen dem Bremser Mary wie auch dem bei dem Unfall getöteten Bremser Merzbach vor, die Wagen aus Nachlässigkeit nicht an die Carpenterbremse angeschlossen zu haben. Der Stationsvorsteher und der Lokführer wurden angeklagt, dass sie, wie auch der vor dem Prozess verstorbene Zugführer, das Anschließen nicht genügend überprüft hätten. Neben den angeklagten Punkten kamen auch der Bremsversuch der Offiziere und das Haltesignal, das angeblich der Bremser Mary im vorderen Zugteil gegeben hatte, zur Sprache. Die Hauptverantwortung sah der Staatsanwalt jedoch bei den beiden Verstorbenen. Das Gericht sprach nach kurzer Beratung alle drei Angeklagten frei. Es wurde festgestellt, dass der Stationsvorsteher davon ausgehen konnte, dass der Zug mit Handbremsen weitergeführt würde. Der Lokführer konnte annehmen, dass der Zugführer die Revision der Luftdruckbremse durchgeführt hatte. Es wurde auch diskutiert, ob der Bremser Mary das Haltesignal gegeben hatte, was jedoch nicht eindeutig geklärt wurde. Da das Gericht davon ausging, dass der Lokomotivführer nicht gebremst hatte, zumindest dass dies nicht nachzuweisen sei, war dieses Signal auch nicht entscheidend.
Das Gericht konzentrierte sich hauptsächlich auf die individuelle Schuld der Angeklagten und berührte strukturelle und technische Probleme nicht. So blieb unklar, ob Jünkerath als Zwischen- oder Durchgangsstation angesehen wurde und ob der Stationsvorsteher nach den Vorschriften verpflichtet gewesen wäre, den gesamten Zug zu überprüfen. Es gab auch Uneinigkeit darüber, ob der Stationsvorsteher berechtigt war, die Luftdruckbremse anzuschließen. Zudem wurde festgestellt, dass keine ausgebildeten Wagenwärter und Schlosser mit den erforderlichen Werkzeugen den Zug begleiteten, wie es bei Zügen mit Luftdruckbremse vorgeschrieben war.

## Mögliche strukturelle Ursachen
In der öffentlichen Debatte, die in der damaligen Presse stattfand, wurden verschiedene mögliche Ursachen diskutiert. Es wurde auf Folgendes hingewiesen:
- Die Verwendung sehr langer Züge bei Militärtransporten, insbesondere auf der steigungsreichen und kurvigen Eifelstrecke,
- das Fehlen von Ärzten und Sanitätspersonal bei derartigen Transporten im Gegensatz zu militärischen Übungen,
- die Möglichkeit, dass die militärische Führung des Zuges den Bremsvorgang beeinflussen konnte,
- das Fehlen einer Notbeleuchtung (ein Vorschlag war sogar das Mitführen von Pechfackeln),
- die Einziehung von Reservisten zu Übungen, die weit entfernt von ihrem Heimatort stattfanden, was zu umfangreichen und langen Militärtransporten führe,
- die Beobachtung, dass das Bahnpersonal, insbesondere die Bremser, häufig übermüdet war, entweder aufgrund langer Arbeitszeiten oder weil sie aufgrund schlechter Bezahlung auf Nebentätigkeiten angewiesen waren.

## Langfristige Folgen
Eine Folge des Unfalls war – nach langer Planungsphase – 1911 der Bau eines Krankenhauses in Gerolstein für die Regionalversorgung der Bevölkerung und der zahlreichen Bahnbediensteten, die mit dem Bau der Eifelbahnen zuwanderten.
Die Dienstvorschriften für Militärtransporte wurden geändert und die durchgehende und selbsttätige Bremse auch für Güterzüge und Militärtransporte eingeführt.

## Denkmal

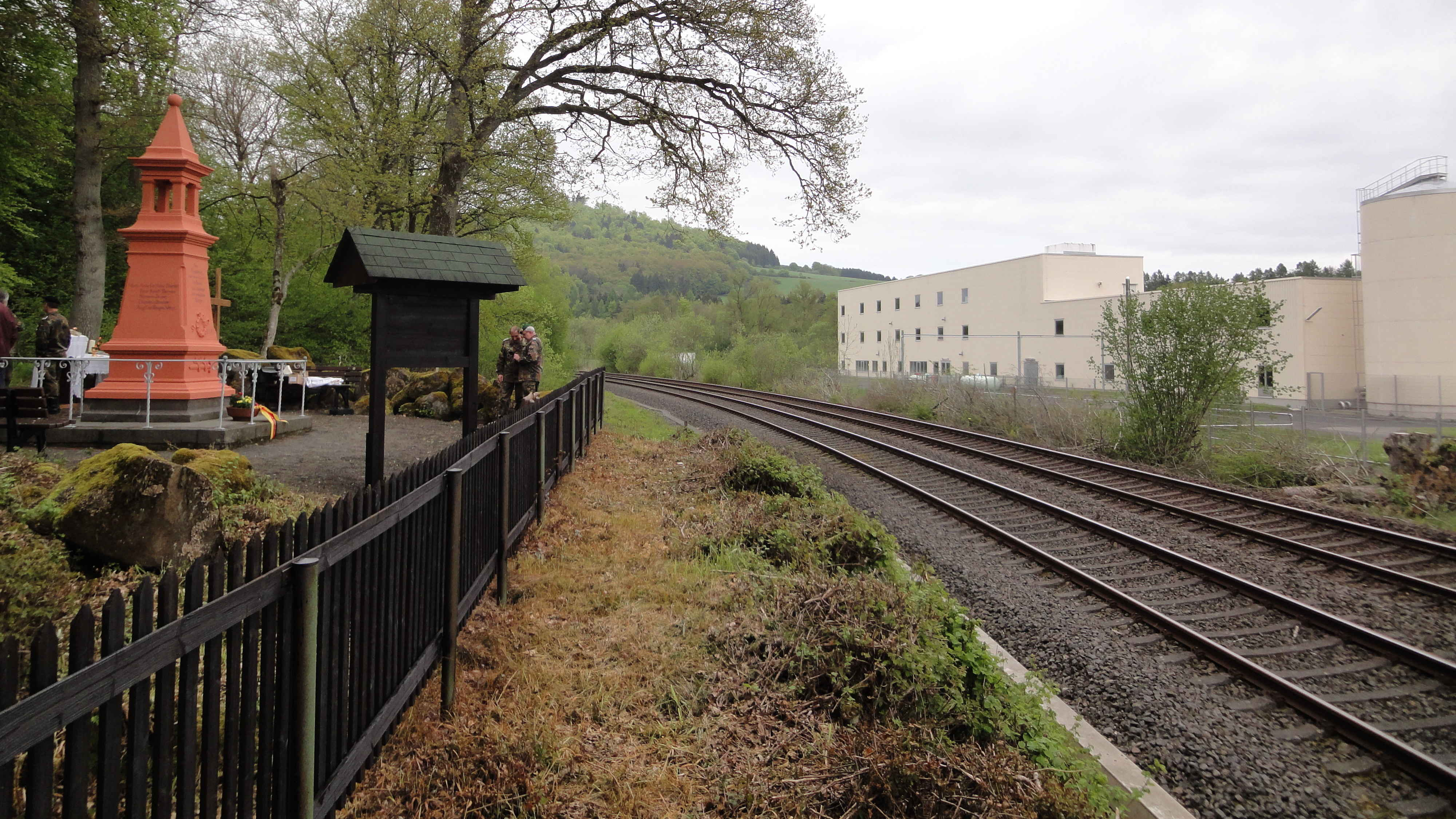
Der Standort des Denkmals am Unfallort neben den Bahngleisen (2012)

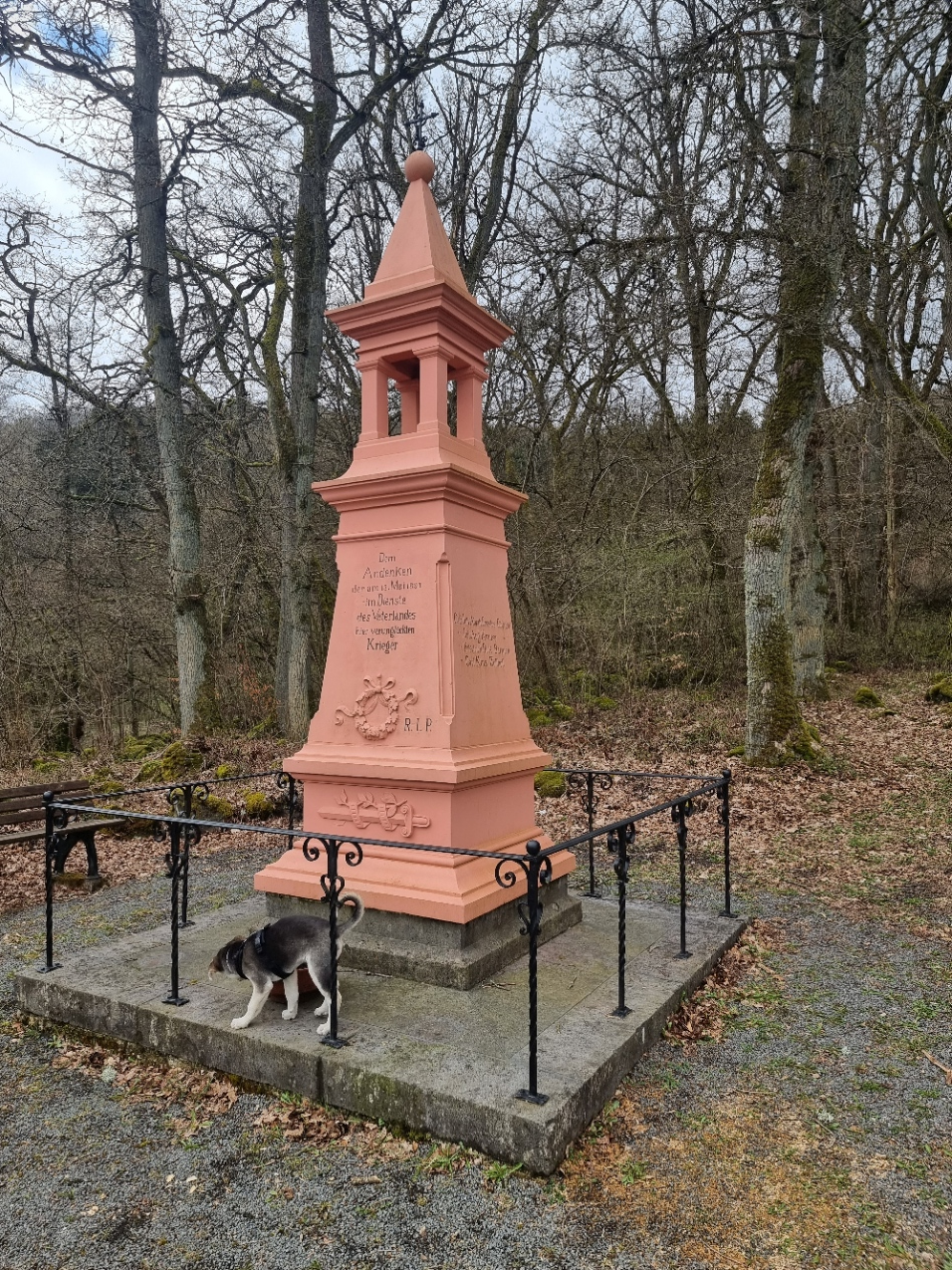
Ansicht des Denkmals (2021)

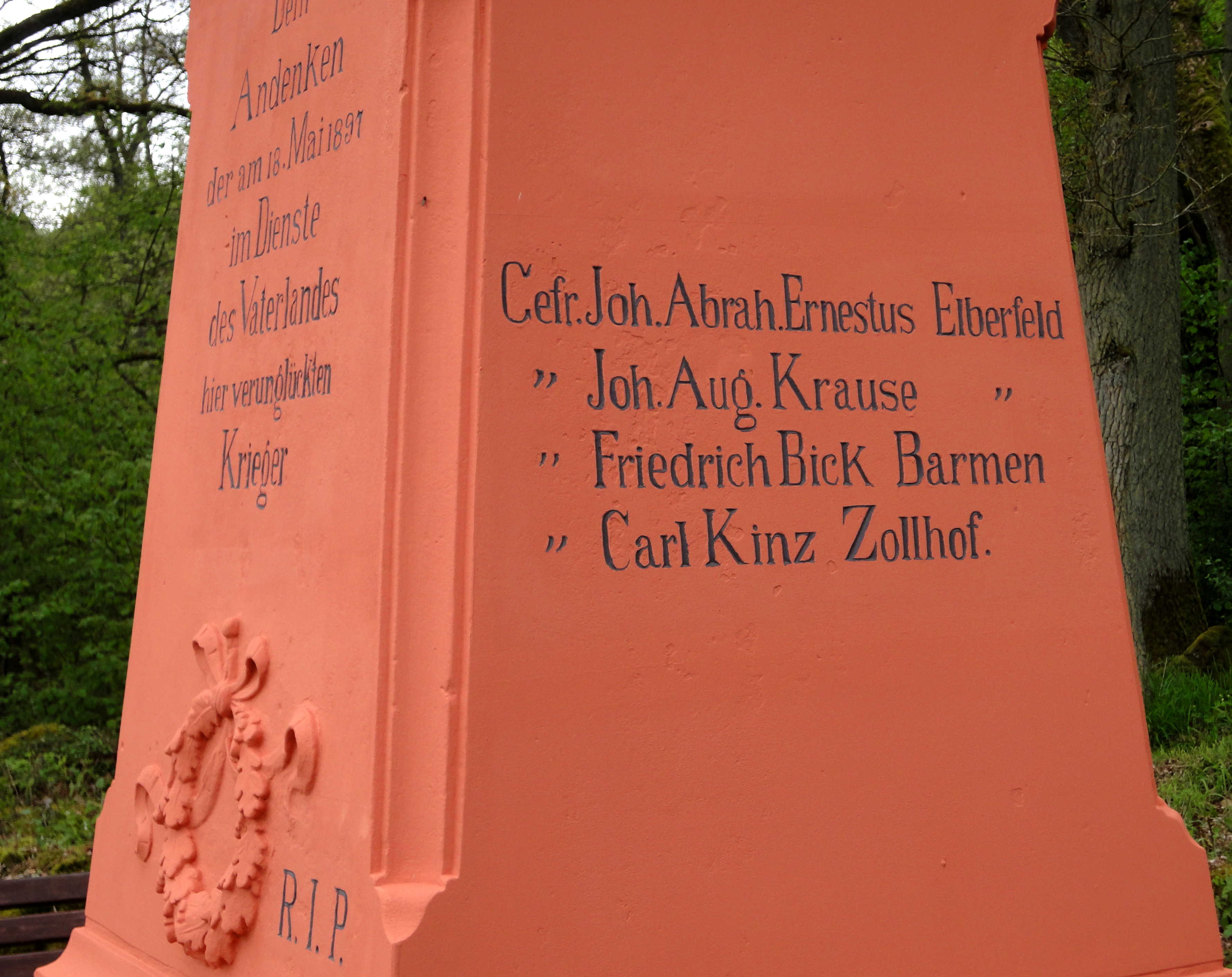
Inschriften mit dem Gedenktext und den Namen von vier der getöteten Reservisten (2012)

Ein fünf Meter hohes Denkmal wurde auf Initiative des Pelmer Kriegervereins auch durch Spenden der Kriegervereine des Bergischen Landes – woher viele der Opfer kamen – errichtet und am 30. Mai 1898 eingeweiht. Es ist in historistischem Stil gestaltet und von einem neugotischen Tabernakel in Form eines Ziboriums gekrönt. Der Entwurf stammt von Anton Zengeler aus Bonn und wurde von Peter und Thomas Kuhl, zwei jungen Steinmetzen aus Gees ausgeführt. Das schmiedeeiserne Geländer stellte die Firma Franz Borgscheit aus Bonn her.
Durch seine abgelegene Lage an den Bahngleisen geriet das Denkmal in den kommenden Jahrzehnten in Vergessenheit. Anläufe von 1933 und 1963, es wieder instand zu setzen, blieben ohne Folgen. 1984 wurde es unter Denkmalschutz gestellt. Die Ortsgemeinde Pelm lehnte die Trägerschaft für Restaurierungsmaßnahmen zunächst ab. Die Bundeswehr und die Bundesbahn erklärten sich für nicht zuständig. 1988 erklärte sich die örtliche Reservistenkameradschaft bereit, notwendige Trockenlegungsmaßnahmen durchzuführen, wofür die Ortsgemeinde Materialkosten übernahm. 1994 gründete Thea Merkelbach, die damalige Vorsitzende der Kreisgruppe des BUND, der in Rheinland-Pfalz auch Denkmalschutzaufgaben übernimmt, den Arbeitskreis Eisenbahndenkmal, der sich intensiv für den Erhalt einsetzte und begann, Spenden für die Restaurierung zu sammeln. 1997 erwog die Ortsgemeinde – gegen die Widerstand des Arbeitskreises – eine Versetzung des Denkmals, die aber von der Denkmalschutzbehörde abgelehnt wurde. Erst nach einem Wechsel in der Leitung in der Ortsgemeinde 1999 und nachdem die Gerolsteiner Reservisten erklärt hatten, das Denkmal in Zukunft zu betreuen, stimmte der Gemeinderat der Trägerschaft für die Restaurierung zu, die je etwa zur Hälfte aus den Spendengeldern des Arbeitskreises und mit Zuschüssen der Denkmalpflege finanziert und 2003 feierlich abgeschlossen wurde. Von 2010 bis 2011 waren weitere Arbeiten, vor allem ein neuer Anstrich, notwendig, die mit Unterstützung aus der Bevölkerung, der Reservistenkameradschaft und durch das Landesamt für Denkmalpflege durchgeführt und mit einer Feierstunde zum 115. Jahrestag des Unfalls 2012 abgeschlossen werden konnten. Ein Hinweisschild am Radwanderweg zwischen Pelm und Bewingen führt zu dem ansonsten schwer erreichbaren Denkmal.